# Серне (Калвадос)
Серне (фр. Cernay) насеље је и општина у северној Француској у региону Доња Нормандија, у департману Калвадос која припада префектури Лисје.
По подацима из 2011. године у општини је живело 144 становника, а густина насељености је износила 24,74 становника/km². Општина се простире на површини од 5,82 km². Налази се на средњој надморској висини од 184 метара (максималној 201 m, а минималној 144 m).

## Демографија
| 1962. | 1968. | 1975. | 1982. | 1990. | 1999. | 2011. |
| ----- | ----- | ----- | ----- | ----- | ----- | ----- |
| 139   | 139   | 133   | 119   | 106   | 109   | 144   |

График промене броја становника у току последњих година